# Alnön

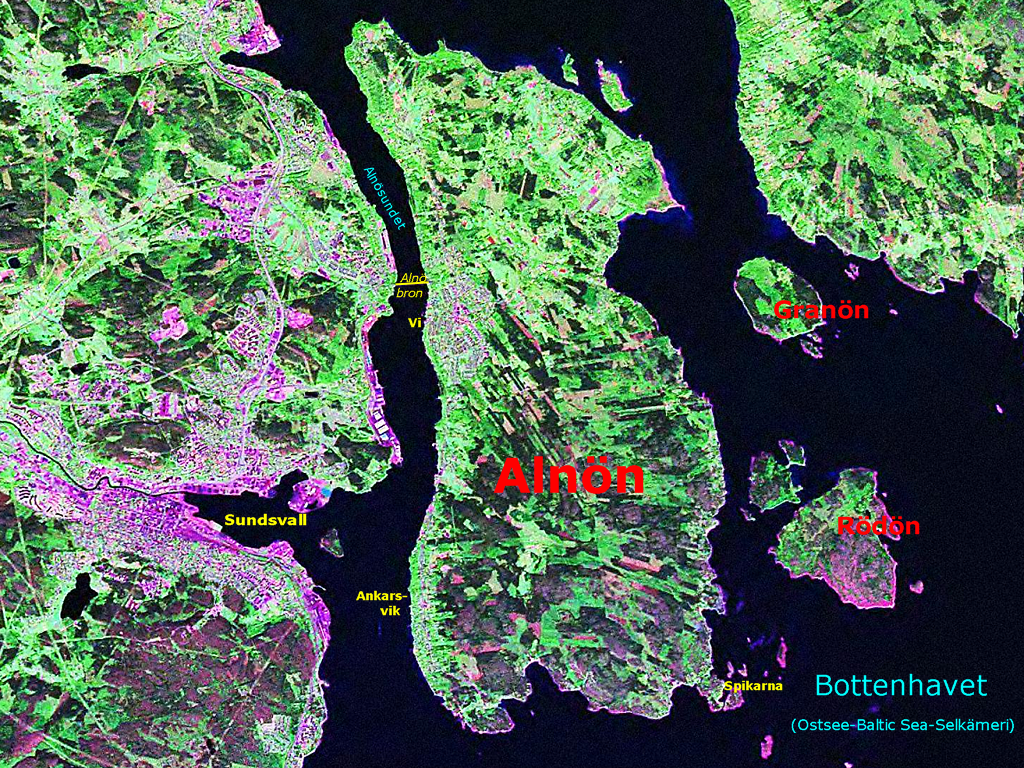
Landsataufnahme von Alnö

Alnön ist eine 75 km² große, der schwedischen Hafenstadt Sundsvall vorgelagerte Insel in der Ostsee. Sie liegt in der historischen schwedischen Provinz Medelpad und der Provinz Västernorrlands län.
Die Insel erstreckt sich auf circa 15 km Länge in Nord-Süd-Richtung und ist bis zu 6 km breit. Alnö hat rund 7850 Einwohner.

## Geologie
Die Gesteine der Insel entstanden vor rund 570 Millionen Jahren durch vulkanische Aktivität, die mindestens 30 Millionen Jahre andauerte.  Durch eine Reihe von Vulkanausbrüchen wurde kalkhaltiges Magma an die Oberfläche befördert. Dadurch kam es zur Bildung verschiedener kalkhaltiger, zum Teil seltener Gesteinsarten, wie zum Beispiel der Alnöit, das der Insel seinen Namen verdankt. Andere vorkommende Gesteine sind Alnöitbrekzie, Borengit, Baryt, Juvit, Nephelinsyenit und Sövit.
Zu Kriegszeiten wurden große Mengen Kalk für die Landwirtschaft abgebaut. Auch Baryt wurde hier zur selben Zeit gebrochen. Im 17. und 18. Jahrhundert wurden auch Versuche unternommen, hier Eisenerz abzubauen.
Man nimmt sogar an, in den örtlichen Kimberlitvorkommen kleine Diamanten gefunden zu haben.

## Flora und Fauna
Die drei Naturreservate der Insel schützen Plätze mit besonderer Bedeutung für Alnös Flora und Fauna.
Die kalkhaltigen Böden der Insel bieten gute Bedingungen für eine artenreiche Flora mit vielen kalkliebenden Pflanzen. In Starrloken findet man wildwachsende Gelbe Schwertlilien.
Stornäset ist eine der wichtigsten Vogelrastplätze Västernorrlands. Unweit hiervon befindet sich auf der kleinen Insel Långharsholmen eine weitere Raststelle für Zugvögel.

## Geschichte
Obwohl einige, wenige Funde beweisen, dass es auf Alnö schon in der Jungsteinzeit Menschen gegeben hat, steht nicht fest, seit wann die Insel im eigentlichen Sinne besiedelt war. In Vindhem im Süden der Insel wurden Steinmännchen aus der Bronzezeit gefunden, die es aber überall entlang der Küste Norrlands gibt und keine Hinweise auf eine andauernde Besiedlung geben. Grabhügel im Norden der Insel geben jedoch Grund zu der Annahme, dass es hier in der Eisenzeit Einzelgehöfte gab.
Erst ab dem 16. Jahrhundert gibt es sichere Angaben zur Bevölkerung Alnös. So belief sich die Zahl der Inselbewohner im Jahre 1571 auf 300 bis 350 Menschen, die 45 Höfe bewohnten.
Im Zentrum des Hauptortes Vi (oder Wii) liegt das Sågverksmonumentet, das an die Zeit der Sägewerke auf Alnö zwischen 1860 und 1963 erinnert. Die Nachfrage nach Arbeitskräften in der Holzindustrie sorgte in dieser Zeit für ein sprunghaftes Anwachsen der Bevölkerungszahlen.
Bevölkerungsentwicklung:
| Jahr  | 1571 | 1750 | 1800 | 1850 | 1900 | 1985 | 1990 | 1995 | 2000 | 2001 | 2002 | 2003 | 2004 |
| Einw. | ~325 | 549  | 704  | 1004 | 6817 | 7441 | 7583 | 7819 | 7700 | 7726 | 7718 | 7812 | 7874 |

## Alnöbrücke
Alnön ist mit dem Festland über die den Alnösund überspannende Alnöbron (Alnöbrücke) verbunden. Die mehrfeldrige Auslegerbrücke aus Spannbeton ist mit 1042 Metern eine der längsten Brücken in Schweden und wurde 1964 fertiggestellt und eingeweiht. Die Bauarbeiten an der 42 m hohen (lichte Höhe 40 m) und 9,4 m breiten Straßenbrücke, ausgeführt durch die Skanska AB, dauerten rund dreieinhalb Jahre.

## Tourismus
Der Süden der Insel bietet schöne Badebuchten bei Bänkåsviken, Tranviken, Slädaviken, Hartungviken und Grönviken. Hier findet man auch das typische Fischerdorf Spikarna.
Koordinaten: 62° 24′ N, 17° 28′ O